# Индекс заузетости парцеле
Индекс или степен заузетости парцеле јесте урбанистички показатељ који се користи у урбанизму, архитектури и грађевинарству. То је однос габарита хоризонталне пројекције изграђене или планиране грађевине и укупне површине грађевинске парцеле, изражен у процентима
Највећи могући индекс заузетости парцеле је 100%, када је цела грађевинска парцела под грађевином. Вредности преко 100% нису могуће.

## Примена
У српском законодавству индекс заузетости се обично даје у виду граничне вредности за одређени урбанистичку целину, урбанистички блок или грађевинску парцелу. Најчешће се даје највећа дозвољена вредност индекса, а понекад и најмања. Највећи дозвољени индекс заузетости се обавезно разрађује кроз правила грађења у оквиру следећих планских докумената:
- просторни план подручја посебне намене,
- просторни план јединице локалне самоуправе,
- план генералне регулације и
- план детаљне регулације.

Према важећем Правилнику о општим условима за парцелацију, регулацију и изградњу препоручују се следеће вредности за индекс заузетости према зонама, које се каснијом разрадом у просторним и урбанистичким плановима могу прилагодити месним приликама. То су:
1. зоне кућа за одмор - 25%;
2. сеоске зоне - 30%;
3. зоне ретких насеља и породичне градње - 40%;
4. опште стамбене зоне средњих густина - 50%;
5. мешовите зоне у насељима средњих густина - 60%;
6. градске стамбене и опште зоне већих густина - 60%;
7. индустријске зоне и остала посебна подручја - 60%;
8. централне урбане и пословне зоне - 80%.